# Покорный, Михаил Францевич
Михаил Францевич Покорный (1886—1948) — архитектор, художник.

## Биография
Поляк по происхождению. В 1905 году окончил архитектурное отделение Одесского художественного училища.
Будучи студентом архитектурного отделения Высшего художественного училища при Императорской Академии художеств, принял участие в конкурсе на лучший проект по сооружению в Санкт-Петербурге соборного храма Феодоровской иконы Божией Матери (строительный комитет работал под покровительством Великого князя Михаила Александровича, брата Николая II). Несмотря на победу в этом конкурсе С. С. Кричинского, проект Михаила Покорного привлёк внимание императора и был им отмечен. Михаил Покорный был приглашён 12 сентября 1910 года Николаем II на обед, где император в благодарность за участие в конкурсе премировал его чеком в 3 000 рублей. Этих денег Покорному хватило для того, чтобы вместе с друзьями выехать во Францию, потом жить в Италии, Испании, Греции. Они посещали музеи, рисовали античные храмы, пейзажи. Денег им хватило на три года.
В 1913 году окончил архитектурное отделение Высшего художественного училища. В 1921 году оказался в Харькове, преподавал в вузах Харькова. В войну, эвакуируя институт, сам он не успел выехать, в Харькове при немцах погибла его жена.
В 1920-х годах рисовал киноплакаты для ВУФКУ.
Умер и похоронен в Одессе.

## Постройки

### Санкт-Петербург
- Церковь-усыпальница на Волковом кладбище;
- Доходный дом — Лиговский проспект, 121;
- Доходный дом — Лиговский проспект, 153;
- Церковь во имя Божией Матери «Всех скорбящих Радосте», Металлистов пр., 21. Построенная в 1915—1916 годах, церковь была закрыта в 1934, затем снесена[2].

### Харьков
- Дом Красной Армии (в соавторсве с И. Ю. Каракисом, А. М. Касьяновым и художником В. Г. Мелеером);
- Жилищный кооператив «Коммунальник»;
- Жилищный кооператив «Коллективизатор»;
- Жилищный кооператив «Новый быт».

### Другие города
- Клуб металлистов (Таганрог)[3][1];
- Два дома в Одессе— на Дерибасовской и ул. Ленина (ныне — Ришельевская);
- Санаторный комплекс «Сосновка» (под Черкассами), совместно с сыном Андреем Покорным)[1];
- Правительственные здания в Липках (Киев).

## Публикации
- Покорный М. Ф. Практические методы построения теней в аксонометрии. — М.: Изд. Всесоюз. акад. архитектуры, 1937. — 96 с.